# Pla de pau de Trump

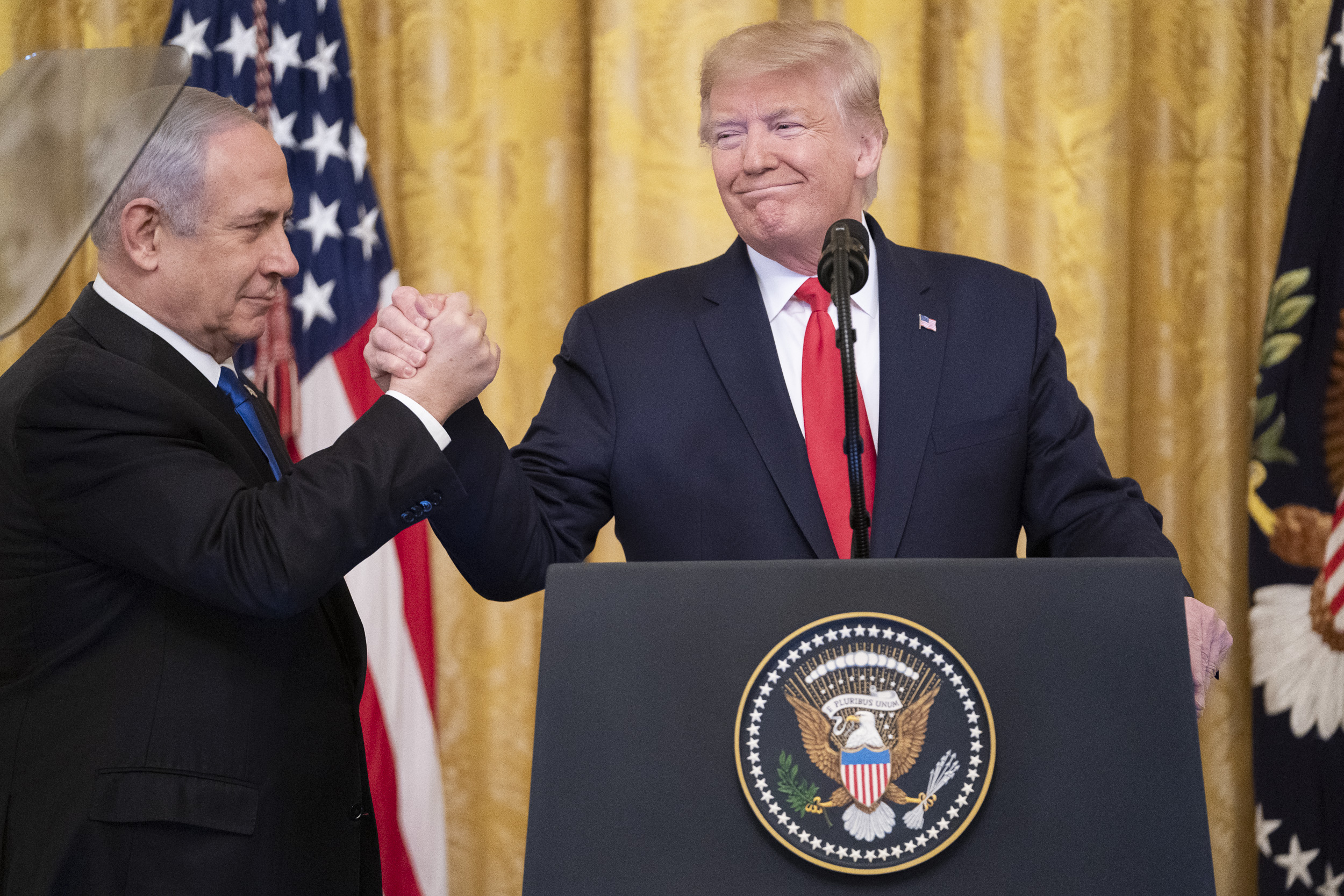
Donald Trump, president dels Estats Units d'Amèrica, amb el primer ministre d'Israel Binyamín Netanyahu durant la presentació del pla

Pau per a la prosperitat: una visió per a millorar la vida del poble palestí i israelià, conegut habitualment com a Pla de pau de Trump, és una proposta d'un tractat de pau de l'administració del president dels Estats Units d'Amèrica Donald Trump amb la intenció de resoldre el conflicte arabo-israelià. Donald Trump va donar a conèixer formalment el pla en una conferència de premsa de la Casa Blanca juntament amb el primer ministre israelià, Binyamín Netanyahu, el 28 de gener de 2020. Cap representant palestí no hi fou convidat.
El pla va ser escrit per un equip liderat pel gendre de Trump, conseller principal del president dels Estats Units, Jared Kushner. Tant el Consell de colons de Cisjordània, el Síha com el lideratge palestí van rebutjar el pla: el primer perquè preveia un estat palestí, el segon argumentant que està massa esbiaixat a favor d'Israel. El pla es divideix en dues parts, una part econòmica i una de política. El 22 de juny de 2019, l'administració Trump va publicar la part econòmica del pla, titulada "Pau per a la prosperitat". La part política es va publicar el 28 de gener de 2020.
Durant la conferència de premsa que anunciava el pla, Netanyahu va anunciar que el govern israelià annexionaria immediatament els assentaments de la Vall del Jordà, i l'ambaixador dels Estats Units a Israel, David M. Friedman, va confirmar que l'administració Trump havia donat permís per a una annexió immediata. Els opositors al Pla de pau de Trump, inclosos tots els principals candidats a la presidència dels Estats Units per part del Partit Demòcrata, ho han denunciat com a "pantalla de fum".
Els avantatges proposats per als palestins del pla estan continguts en una llista de condicions que els opositors al pla han denunciat com a "impossibles" o "fantàstics".

## Punts clau de l'acord[8]

Comparació de les fronteres del Pla de pau de Trump (en groc) amb les fronteres de 1947 (línia de punts) i 1949 (línia de ratlles i punts)

- Territoris i fronteres: Israel reté el 20% de Cisjordània i a canvi cedeix una petita porció de terra al Nègueb a prop de la Franja de Gaza i la frontera amb Egipte. Israel reté i declararia la seva sobirania sobre la Vall del Jordà i tots els assentaments de l'àrea de Judea i Samaria i els seus perímetres de seguretat. Això inclou 15 assentaments aïllats que serien enclavaments envoltats del futur Estat Palestí. En aquests enclavaments, no s'hi podria construir durant els pròxims quatre anys. L'exèrcit israelià tindria accés a aquests enclavaments. Es deix la porta oberta a que les poblacions de la zona coneguda com el Triangle (zona israeliana de població àrab al districte de Haifa) passessin a formar part del futur Estat Palestí si hi hagués acord entre les parts.
- Jerusalem: Els palestins tindran la capital a Jerusalem Est, en uns barris del nord i l'est que es troben fora de la barrera de seguretat israeliana: Kafr 'Aqab, Abu Dis i la meitat de Shuafat. El Mont del Temple i la Mesquita d'Al-Aqsa restarien sota sobirania israeliana, tot mantenint l'statu quo actual i restant sota custòdia jordana dels llocs sants, mentre que Israel garantiria la seguretat i llibertat de culte.
- Seguretat: Israel controlaria la seguretat entre el riu Jordà i la mar Mediterrània.
- Estat Palestí: S'espera que es creïn les condicions per al reconeixement de l'Estat Palestí amb unes fronteres concretes que serien les actuals àrees A i B i algunes de les àrees C. L'estat només començaria a existir passats quatre anys si els palestins accepten l'acord, si l'Autoritat Nacional Palestina deix de pagar terroristes i incitar al terrorisme i si Hamàs i la Jihad Islàmica abandonen les armes. El pla demana als palestins lluitar contra la corrupció, respectar els drets humans, llibertat de religió i de premsa. Si es compleixen aquestes condicions, rebran ajuda econòmica dels Estats Units.
- Refugiats: Un nombre limitat de refugiats palestins podria tornar al territori de l'Estat Palestí, cap a Israel.
- Economia: El pla proposa una inversió de 50.000 milions de dòlars en 179 infraestructures i projectes de desenvolupament econòmic. El pla seria finançat principalment per països àrabs i grans inversors privats. La proposta inclou la construcció d'un corredor que travessaria Israel i uniria Cisjordània i la Franja de Gaza amb una autopista i, possiblement, també amb una línia de tren; punts fronterers, plantes d'energia, infraestructures per al turisme, serveis d'ocupació, millora del sistema de salut palestí, terminals de càrrega i millora de les comunicacions, millora del tractament d'aigua potable i l'establiment d'una nova universitat palestina.

## Recepció del pla
El president palestí Mahmud Abbas digué que Jerusalem no és a la venda i que els seus drets ni es venien ni es negociaven. Hamàs va rebutjar el pla que creia que volia liquidar el projecte nacional palestí. El primer de febrer, Donald Trump provà de parlar amb Mahmud Abbas per telèfon, però aquest refusà de parlar-hi. L'Autoritat Nacional Palestina declarà trencats tots els vincles amb Israel i els Estats Units, fins i tot les relacions de seguretat.